# إسمنت سني
الإسمنت السني أو الملاط السني (بالإنجليزية: Dental cement)‏ هو مادة سنية ذات استخدامات واسعة في مجال التعويضات السنية وتقويم الأسنان، يستخدم الإسمنت عادةً في الحشوات المؤقتة للأسنان أو تحت الحشوات الدائمة لحماية اللب أو للصق الأجزاء الثابتة من التعويضات السنية.
يتكون الإسمنت السني من مسحوق وسائل، تُخلط المكونات يدويًا للحصول على سائل لزج يطبق على المكان المُراد وضعه عليها ليتماسك مُشكًا مادةً صلبةً. مع تطور التقنيات ظهر نوع من الإسمنت موضوع في كبسولات ويُخلط ميكانيكيًا في أجهزة خاصة. 

## خصائص الإسمنت المثالي
- لا يسبب تهيج لب الأسنان، يعتبر الإسمنت متعدد الكربوكسيل من أكثر الأنواع الملائمة حيويًا للب نتيجة لارتفاع درجة الأس الهيدروجيني سريعًا بعد تطبيقه.
- يمنح سد محكم لحوافي التجويف السني لمنع تسرب المواد الكيميائية أو البكتريا إلى اللب.
- يقاوم الذوبان الناتج عن اللعاب أو بسبب بقية السوائل الفموية الأخرى.
- يقاوم القوى المختلفة مثل الشد والضغط.
- يوفر وقت كافٍ للعمل وللتصلب.
- ذو مظهر جمالي مقبول.
- يقوم الحرارة والمواد الكيميائية.
- يوفر عتامة عند التصوير الشعاعي.
- ذو سمك قليل.
- يرتبط كيميائيًا مع السن لتحسين الاستبقاء.[5]

## التطبيقات السنية
يُستخدم الإسمنت السني في عدة مجالات سنية اعتمادًا على مكونات المادة، فيما يلي بعض الاستخدامات الرئيسية للإسمنت في طب الأسنان.

### الحشوات المؤقتة
يُستخدم الإسمنت في الحشوات المؤقتة على عكس الحشوات الدائمة مثل الملغم، نتيجةً للخواص الميكانيكية منخفضة الجودة التي لا تتحمل إطباق الأسنان على المدى الطويل.
مثل:
- إسمنت الأينومر الزجاجي.
- إسمنت الزنك متعدد الكربوكسيل.
- إسمنت أكسيد الزنك واليوجينول.
- الإسمنت الرابط تحت الحشوة الملغمية

حشوة الأملغم الاعتيادية لا ترتبط كيميائيًا بأنسجة السن لذا فهي تتطلب ارتباطًا ميكانيكيًا عن طريق تصميم الجدران بطريقة تضمن استبقاء الحشوة، لكن في حالة عدم كفاية كمية السن المُحضر يُستخدم الإسمنت السني لتوفير ارتباط كيميائي مع الحشوة. يُستخدم إسمنت فوسفات الزنك والإسمنت متعدد الكربوكسيل لهذه التقنية.

### بطانة حامية للب الأسنان
يُفضل وضع طبقة رقيقة من البطانة عندما يكون التجويف السني المُحضر قريبًا من لب السن لعزل اللب وحمايته من المؤثرات الكيميائية والحرارية، تشمل هذه المواد أكسيد الزنك واليوجينول وإسمنت الزنك متعدد الكربوكسيلات.
التغطية اللبية هي تقنية تستخدم لحماية لب السن ولتجنب القيام بالمعالجة اللبية بعد تكشف اللب الجزئي أو التام أثناء تحضير السن وإزالة التسوس، تشمل أنواع التغطية اللبية على التغطية اللبية المباشرة إذ توضع البطانة مباشرةً  فوق اللب المكشوف أما في التغطية غير المباشرة تبقى طبقة رقيقة من العاج فوق اللب وتوضع البطانة للوقاية، مثال على ذلك هيدروكسيد الكالسيوم.

### الإسمنت اللاصق
مادة تستخدم لتثبيت التعويضات السنية الثابتة ولصقها مثل التيجان والجسور، ولكن الإسمنت في هذه الحالة يحتوي على حشو بكمية أقل وهذا ما يجعله أقل لزوجة، مثل إسمنت أكسيد الزنك واليوجينول وإسمنت الزنك متعدد الكربوكسيل.
| التطبيقات السنية             | أنواع الإسمنت المستخدم                                                                          |
| التيجان                      |                                                                                                 |
| تيجان معدنية خالصة           | فوسفات الزنك وإسمنت الأينومر الزجاجي وإسمنت الأينومر الزجاجي المعدل بالراتنج.                   |
| تيجان معدنية بقشرة السيراميك | فوسفات الزنك وإسمنت الأينومر الزجاجي وإسمنت الأينومر الزجاجي المعدل بالراتنج والإسمنت الراتنجي. |
| تيجان السيراميك الخالصة      | الإسمنت الراتنجي.                                                                               |
| تيجان مؤقتة                  | إسمنت أكسيد الزنك واليوجينول.                                                                   |
| التيجان الجزئية              | فوسفات الزنك وإسمنت الأينومر الزجاجي وإسمنت الأينومر الزجاجي المعدل بالراتنج والإسمنت الراتنجي. |
| الجسور                       |                                                                                                 |
| الجسر التقليدي               | فوسفات الزنك وإسمنت الأينومر الزجاجي وإسمنت الأينومر الزجاجي المعدل بالراتنج والإسمنت الراتنجي. |
| الجسر المؤقت                 | إسمنت أكسيد الزنك واليوجينول.                                                                   |
| القشور الخزفية               | الإسمنت الراتنجي.                                                                               |
| الحشوات المصبوبة             | فوسفات الزنك وإسمنت الأينومر الزجاجي وإسمنت الأينومر الزجاجي المعدل بالراتنج والإسمنت الراتنجي. |
| الحشوات الفوقية              | فوسفات الزنك وإسمنت الأينومر الزجاجي وإسمنت الأينومر الزجاجي المعدل بالراتنج والإسمنت الراتنجي. |
| القلب والوتد                 |                                                                                                 |
| الوتد المعدني                | كل أنواع الإسمنت ما عدا الإسمنت الراتنجي.                                                       |
| الوتد الليفي                 | الإسمنت الراتنجي.                                                                               |
| دعامات تقويم الأسنان         | الإسمنت الراتنجي.                                                                               |

## الإسمنت الراتنجي
يشبه هذا النوع من الإسمنت في تركيبه الحشوات القائمة على الراتنج ويستخدم عادةً للصق التعويضات غير المباشرة والتيجان والجسور على التركيب السني، ويجب أن سستخدم جنبًا إلى جنب مع مواد رابطة مع تركيب السن لعدم قدرته على الارتباط ذاتيًا.
تُقسم بلمرة الإسمنت الراتنجي إلى ثلاثة أنواع:
- البلمرة الضوئية، يتطلب هذا النوع جهاز التصليب الضوئي.
- البلمرة الذاتية
- البلمرة المزدوجة، تحتوي هذه المادة على نوعين من الإسمنت الراتنجي أحدها ذو بلمرة ضوئية والآخر ذو بلمرة ذاتية.

يأتي هذا النوع من الإسمنت بتدرجات لونية مختلفة لتحسين الجمالية.

## الزنك متعدد الكربوكسيل
اكتُشف إسمنت الزنك متعدد الكربونات في عام 1968 وكان الاكتشاف في حينها ثوريًا، إذ كان أول إسمنت يُظهر القدرة على الارتباط كيميائيًا بسطح السن. ولم يُلاحظ أي تهيج في اللب عند استخدامه إلا في حالات نادرة، يعود هذا للحجم الكبير لجزيئات حمض البولي أكريليك. يستخدم هذا الأسمنت بشكل شائع في لصق التيجان والجسور والحشوات وأجهزة تقويم الأسنان. يلتصق أسمنت الزنك متعدد الكربونات بطبقة المينا وبطبقة العاج بواسطة عملية الاستخلاب.
دواعي الاستخدام:
- الحشوات المؤقتة
- التهاب اللب
- لصق التيجان